# Tomislav II.
Tomislav II. (rođenoga imena Aimone Roberto Margherita Maria Giuseppe Torino di Savoia) (Torino, 9. ožujka 1900. – Buenos Aires, 29. siječnja 1948.), talijanski princ iz kraljevske dinastije Savoja, časnik talijanske ratne mornarice te kralj Hrvatske, princ Bosne i Hercegovine, vojvoda Dalmacije, Tuzle i Knina, vojvoda od Spoleta i od Aoste (od 1942.), princ od Cisterna i od Belriguarda, markiz od Voghera i grof od Pondera.
Kao kralj Hrvatske nosio je ime Tomislav II. 1941. – 1943. i vojvoda od Aoste nakon 1942. godine.

## Mladost
Aimone, princ od Savoje i vojvoda od Spoleta (nakon smrti starijeg brata Amadea, od 1942. vojvoda od Aoste), rodio se 9. ožujka 1900. godine u Torinu. Roditelji su mu bili vojvoda Emanuele Filiberto od Aoste, sin španjolskoga kralja Amadea I., i princeza Helene od Orleansa. Kao član sporedne grane talijanske kraljevske obitelji s malim izgledima za nasljeđivanje prijestolja, Aimone od Spoleta posvetio se vojnoj karijeri i postao mornarički časnik. Godine 1939. oženio se Irenom, kćerkom grčkoga kralja Konstantina I. Imali su sina Amadea 1943. godine, koji će automatizmom biti prijestolonasljednik hrvatske krune manje od mjesec dana. Da bi se ojačalo pravo nove dinastije na hrvatsko prijestolje, jedno od djetetovih (Amedeo Umberto Constantino Giorgio Paolo Elena Maria Fiorenzo Zvonimir) krsnih imena bilo je Zvonimir.

## Kralj Nezavisne Države Hrvatske
Tijekom pregovora između Italije i ustaškog režima što su ga Talijani i Nijemci instalirali u Zagrebu, koji su doveli do sklapanja Rimskih ugovora, šef talijanske diplomacije Galeazzo Ciano obavještava princa Aimonea da će postati kraljem Hrvatske. Dana 14. svibnja Ciano bilježi svoj podulji razgovor s vojvodom od Spoleta: „Ponosan je što je određen za hrvatskog kralja; on uopće nema pojma o svojoj dužnosti pa je prilično zbunjen. Protumačio sam mu, da će ustvari biti krunisani namjesnik u fašističkom carstvu”.
Tomislav II. 18. svibnja 1941. postaje službeno kralj Hrvatske: na ceremoniji održanoj u Kvirinalskoj palači u Rimu, Ante Pavelić je u pratnji nekoliko hrvatskih izaslanika formalno zatražio od talijanskoga kralja Viktora Emanuela III. da Amiona od Savoye imenuje hrvatskim kraljem (čime se jasno pokazala podređenost nove hrvatske dinastije i NDH u odnosu na tadašnji Talijanski imperij, kao izvor hrvatskog suvereniteta). Pri primanju Zvonimirove krune (to nije bila krunidba)  uzeo je ime Tomislav II., kao spomen na prvoga hrvatskoga kralja Tomislava.
Osim odluke samog poglavnika NDH Pavelića da zatraži od talijanskog kralja da imenuje hrvatskog kralja (dakle, nije se tražio pristanak pape, kakav je inače običaj u katoličkom svijetu), nije nikakvo drugo tijelo NDH odlučivalo o uspostavi monarhije u Hrvatskoj - ni u svibnju 1941., niti ikada kasnije.
Krunidba je predviđena u Tomislavgradu, ali je Aimone odbio otići u Hrvatsku zbog krize oko „Dalmatinskoga pitanja” (Rimski ugovori). Tomislav II. je ocjenjivao da Dalmacija nikada ne može biti talijanska zemlja i da su Rimski ugovori neprijatelj hrvatsko-talijanskom izmirenju. Također je postojala procjena da bi u slučaju dolaska u Hrvatsku bila ugrožena njegova osobna sigurnost.
Tomislav II. nije imao stvarnu vlast za vladavine ustaške Vlade, koja je njegovu titulu kralja pretvorila u samo neznatan simbol nekadašnjega slavnog kraljevstva. U duhu toga, vraćeni su i dodijeljeni neki plemićki naslovi.
Puna titula Tomislava II. kao kralja bila je „Kralj Hrvatske, Princ Bosne i Hercegovine, Vojvoda Dalmacije, Tuzle i Knina, Vojvoda Aoste” (od 1942.).
Nakon raspuštanja Mussolinija 25. srpnja 1943., uskoro je i Tomislav II. abdicirao (25. srpnja 1943.) na naredbu Viktora Emanuela III. Nakon talijanske kapitulacije (8. rujna) i službeno je abdicirao od kraljevske funkcije (12. listopada 1943.). Njegov pravni nasljednik na poziciju kralja bio bi njegov sin Zvonimir (punim imenom: Amedeo Umberto Costantino Giorgio Paolo Elena Maria Fiorenzo Zvonimir, kasniji čelnik kraljevske kuće Savoja).

## Nakon abdikacije
Vojvoda od Aoste se bježeći pred njemačkom vojskom, zajedno s kraljem Viktorom Emanuelom III. sklonio na jug Italije. Ostavio je za sobom ženu i sina, koji su njemačke vlasti poslale u interniraciju u Austriji do kraja rata. Nakon što je na referendumu 1946. godine ukinuta monarhija u Italiji, svi muški članovi obitelji Savoja morali su napustiti zemlju. Vojvoda je emigrirao u Argentinu, gdje je nedugo zatim i umro u siječnju 1948. godine.

## Odlikovanja
Tomislav II. od hrvatskih odlikovanja imao je Red krune kralja Zvonimira, Kolajnu krune kralja Zvonimira i Željezni trolist.
Od talijanskih odlikovanja imao je sljedeća:
 Red najsvetijeg Navještenja

 Red svetog Maurica i svetog Lazara

 Red talijanske krune

 Civilni red Savoje

 Red svetog Ivana od Jeruzalema, Rodosa i Malte

 Vojnički red Italije

 Srebrna medalja vojnog junaštva

 Brončana medalja vojnog junaštva (Dva puta)

 Ratni križ vojne hrabrosti

 Komemorativna pobjednička medalja

 Medalja časti za dugogodišnju pomorsku navigaciju (20 godina)

## Predci
| Tomislav II. | Otac: Emanuel Filiberto d'Aosta, drugi vojvoda Aoste | Djed: Amadeo I.                                 | Pradjed: Viktor Emanuel II.                          |
| Tomislav II. | Otac: Emanuel Filiberto d'Aosta, drugi vojvoda Aoste | Djed: Amadeo I.                                 | Prabaka Marija Adelajda Habsburg-Lothringen          |
| Tomislav II. | Otac: Emanuel Filiberto d'Aosta, drugi vojvoda Aoste | Baka: Marija Viktorija del Pozzo della Cisterna | Pradjed: Karlo Emanuel dal Pozzo della Cisterna      |
| Tomislav II. | Otac: Emanuel Filiberto d'Aosta, drugi vojvoda Aoste | Baka: Marija Viktorija del Pozzo della Cisterna | Prabaka: Luiza Karolina Ghislaine di Merode          |
| Tomislav II. | Majka: Helena Orleanska                              | Djed: Filip VII. Francuski                      | Pradjed: Ferdinand Filip Orleanski                   |
| Tomislav II. | Majka: Helena Orleanska                              | Djed: Filip VII. Francuski                      | Prabaka: Helena Luiza Elizabeta Mecklenburg-Schwerin |
| Tomislav II. | Majka: Helena Orleanska                              | Baka: Marija Izabela Orleanska                  | Pradjed: Antonio Orleanski                           |
| Tomislav II. | Majka: Helena Orleanska                              | Baka: Marija Izabela Orleanska                  | Prabaka: Ludviga Ferdinanda Burbon                   |